# جويل كوبر (لاعب كرة قدم)
جويل كوبر (بالإنجليزية: Joel Cooper)‏ هو لاعب كرة قدم بريطاني في مركز الوسط، ولد في 29 فبراير 1996 في Ballyclare ‏ في المملكة المتحدة. شارك مع منتخب أيرلندا الشمالية تحت 21 سنة لكرة القدم. أما مع النوادي، فقد لعب مع نادي لينفيلد.

## وصلات خارجية
- جويل كوبر (لاعب كرة قدم) على موقع الاتحاد الأوربي (الإنجليزية)
- جويل كوبر (لاعب كرة قدم) على موقع قاعدة بيانات كرة القدم.إي يو (الإنجليزية)
- جويل كوبر (لاعب كرة قدم) على موقع بيانات كرة القدم. دي إي (الألمانية)
- جويل كوبر (لاعب كرة قدم) على موقع Soccerbase.com (لاعب) (الإنجليزية)
- جويل كوبر (لاعب كرة قدم) على موقع Soccerway.com (الإنجليزية)
- جويل كوبر (لاعب كرة قدم) على موقع عالم كرة القدم.نت (الإنجليزية)